# Chapelle Sainte-Anne (Flobecq)

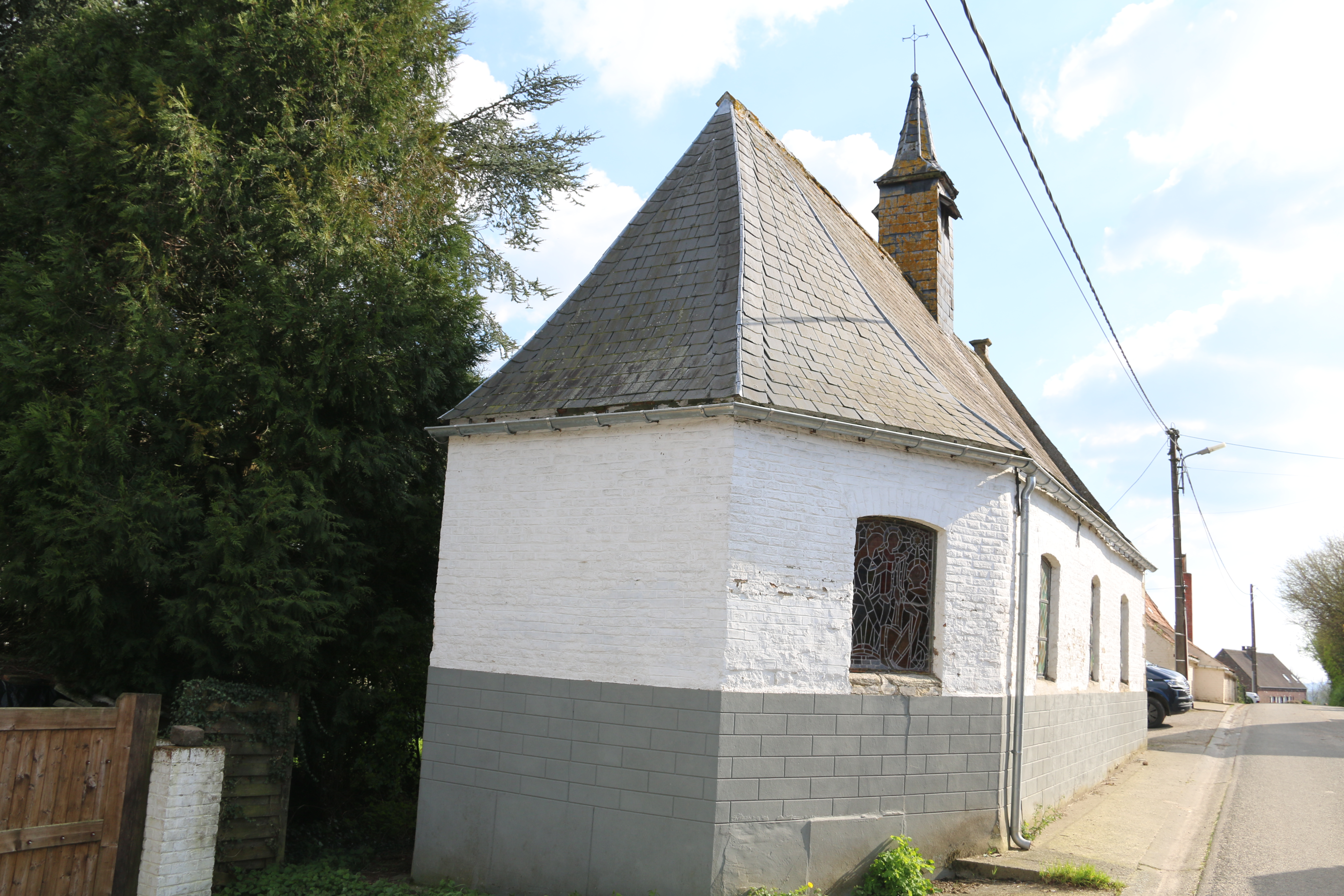

De Chapelle Sainte-Anne (Sint-Annakapel) is een kapel in Vloesberg in de buurt van het Livierenbos in het Pays des Collines. De kapel werd opgericht in 1642 op de plek waar een kluis stond uit de 9de eeuw. De kapel werd in de 18de eeuw herbouwd en werd gerestaureerd na de Tweede Wereldoorlog. In de kapel staat een gepolychromeerd gotisch retabel uit witte steen van Avesnes uit de 16de eeuw. De kapel is beschermd als monument.

## Afbeeldingen

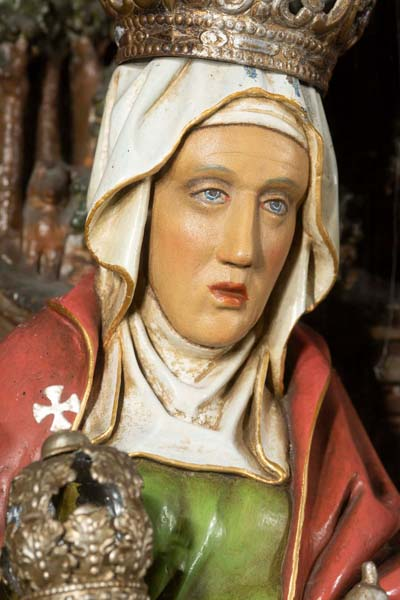
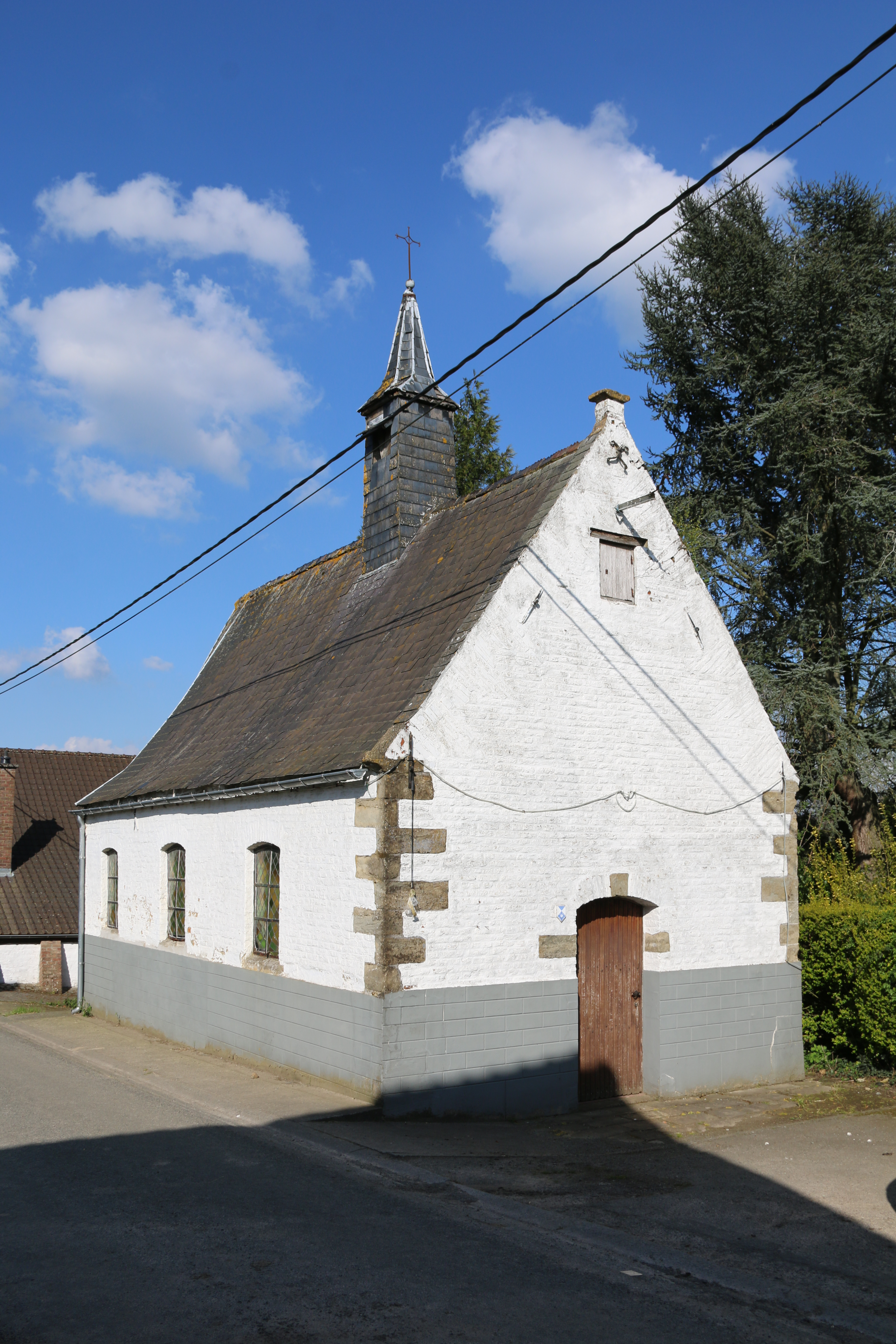